# Filipp Popow
Filipp Wasiljewicz Popow (ros. Филипп Васильевич Попов, ur. 22 listopada 1930 we wsi Riebricha w Kraju Ałtajskim, zm. 18 marca 2007 w Moskwie) – radziecki polityk.

## Życiorys
Ukończył Tomski Instytut Politechniczny im. Kirowa, od 1953 pracował w przedsiębiorstwach obwodu kemerowskiego, od 1957 członek KPZR. Od 1964 funkcjonariusz partyjny, w latach 1970–1974 sekretarz, a od 24 września 1974 do 1977 II sekretarz Komitetu Obwodowego w Kemerowie. Od 1977 do lutego 1983 przewodniczący Komitetu Wykonawczego Kemerowskiej Rady Obwodowej, W latach 1983–1985 minister gospodarki mieszkaniowo-komunalnej RFSRR, od 18 lutego 1985 do 17 lutego 1990 I sekretarz Ałtajskiego Komitetu Krajowego KPZR, następnie na emeryturze. W latach 1986–1990 członek KC KPZR. Deputowany do Rady Najwyższej ZSRR 10 i 11 kadencji. Deputowany ludowy ZSRR. Odznaczony Orderem Rewolucji Październikowej (1983) i medalami.